# Cervecería Santa Bárbara
La Cervecería Santa Bárbara fue una empresa fabricante de cervezas muy popular en Madrid. Comenzó sus actividades el 17 de octubre de 1815 en el número 2 de la calle de Hortaleza, fabricando y distribuyendo cerveza. Su evolución a lo largo del siglo xx, desde fábrica a cadena de bares-cervecería, reúne la creación de diversas sedes en Madrid.

## Historia
En el año 1900 se inauguró el primer despacho de cerveza perteneciente a la propia fábrica y, en el mes de abril del año 1947, abrió sus puertas la cervecería La Cruz Blanca en la calle Alcalá n.º 149, en la Casa de las Bolas. Posteriormente abrió otra sucursal dedicada a la distribución en la plaza de Santa Bárbara. 
En el año 1969 se instaló el popular Pub Santa Bárbara de la calle Fernando VI, ocupando el edificio modernista del antiguo almacén para Don Joaquín Ripoll. Y el 26 de octubre de 1981 se inauguró una nueva cervecería  en la calle del Capitán Haya.
En agosto del año 2016, se hizo público que el local estrella de la franquicia cesaría su actividad. 
No obstante, la cervecería mantiene abierto su histórico local de la Plaza de Santa Bárbara n.º 8 ofreciendo con éxito su tradicional cerveza y una renovada y ampliada carta de productos.